# Brugger & Thomet APR 308
Brügger & Thomet APR 308 — швейцарская снайперская винтовка, разработанная в 2003—2005 годах швейцарской оружейной компанией Brügger & Thomet (B+T) на базе конструкции французской винтовки PGM Mini-Hecate .338. Впервые винтовка APR308 была показана на выставке MILIPOL 2005.

## Описание
Винтовка имеет модульную конструкцию, в основе которой лежит алюминиевая шина - шасси. На неё установлена ствольная коробка с затворной группой и консольно вывешенным стволом, а также элементы ложи.
Механизм винтовки использует продольно скользящий поворотный затвор с тремя радиальными боевыми упорами в передней части. Ударно-спусковой механизм регулируемый, ручной предохранитель удобно расположен над пистолетной рукояткой управления огнём.
Подача патронов при стрельбе производится из отъемных коробчатых магазинов ёмкостью 10 патронов.
Винтовка комплектуется пластиковым цевьём и складным вбок прикладом с регулируемыми затыльником и упорной щекой. Дополнительно имеются складная двуногая сошка и складная задняя опора под прикладом, регулируемая по высоте.
Винтовка штатно комплектуется оптическим прицелом Brügger & Thomet TRS (Tactical Rifle Scope) переменной кратности 3-12Х производства компании "Schmidt& Bender". Прицел устанавливается на штатную направляющую типа Picatinny rail; кроме того, винтовка комплектуется резервными открытыми прицельными приспособлениями в виде складных мушки и целика.
На стволе винтовки расположен специальный дульный тормоз, имеющий наружную резьбу для установки глушителя производства В+Т.

## Варианты и модификации
- APR308
- APR308P - полицейский вариант под патрон 7,62×51 мм NATO с укороченным до 500 мм стволом
- APR308S - вариант под патрон 7,62×51 мм NATO с укороченным до 400 мм стволом и интегрированным глушителем звука выстрела
- APR338 - вариант под патрон .338 Lapua Magnum
- Таско S.M.308 и Таско S.M.338L - варианты, сертифицированные на Украине в качестве спортивно-охотничьего карабина[1]

## Страны-эксплуатанты
- Сингапур — в 2005 году принята на вооружение
- Украина — 7 ноября 2012 года[2] винтовка APR308 была официально принята на вооружение сухопутных войск Украины[3].
- Грузия — состоит на вооружении спецподразделений грузинской армии.